# Bruno Granier
 (avril 2015).
Pour les articles homonymes, voir Granier.
Bruno Granier (né le 15 février 1958) est depuis 2004 professeur à l'université de Bretagne-Occidentale à Brest, où il enseigne la paléontologie et la géologie sédimentaire au niveau licence.
Il revendique l'écriture de quelque 90 publications scientifiques dans les domaines de la stratigraphie séquentielle, de la sédimentologie des carbonates, de la diagenèse, du rock-typing, et de la micropaléontologie avec notamment l'étude des algues calcaires fossiles et des grands foraminifères benthiques. Il est aussi éditeur de quelques revues scientifiques, dont la revue en accès libre, Carnets de géologie ou encore éditeur associé de la revue Palaios et le créateur du portail Geoscience e-Journals dédié aux publications en accès libre qui traitent de géosciences. De 2007 à 2011, il a exercé la fonction de président du Comité français de stratigraphie et, à ce titre, il a coordonné l'organisation du 4e Congrès français de stratigraphie.

## Paléophycologie
Il est l'auteur, le premier auteur ou le coauteur de nombreux taxons d'algues fossiles :

### Espèces
- Actinoporella jaffrezoi, Granier, 1995[7];
- Apinella jaffrezoi, Granier, Michaud et Fourcade, 1986[8];
- Barettiporella langobardica Granier et Hofmann, 2002;
- Clypeina estevezii, Granier 1987;
- Clypeina ummshaifensis, Granier, 2002;
- Cylindroporella cruciformis, Granier et R. Brun, 1991;
- Deloffrella ? berthoui, Granier et Berthou, 2002;
- Deloffrella quercifoliipora, Granier et Michaud, 1987;
- Draconisella genotii, Granier et Michaud, 1990;
- Falsolikanella campanensis, Azéma et Jaffrezo ex Granier, 1987;
- Fanesella ? urgonica, Bakalova ex Granier et Deloffre, 1994[9], non 1976;
- Fourcadella sintraensis Granier et Berthou, 2002;
- Heteroporella deloffrei, Granier, 1987;
- Holosporella arabica, Granier et R. Brun 1991;
- Holosporella senegalensis, Granier, 1992;
- Ioanella lusitanica, Granier et Berthou, 2002;
- Likanella lata, Endo ex Granier et Deloffre, 1995[10], non 1969;
- Likanella longispinosa, Endo ex Granier et Deloffre, 1995[10], non 1969;
- Maurinella olgeni Granier, Berthou et Poignant, 1991[11];
- Milanovicella momciliana, Granier et Berthou, 1994;
- Montenegrella corbarica Jaffrezo ex Granier et Deloffre, 1994[9]
- Neomeris srivastavai, Granier et al., 2012;
- Teutloporella ? ramalhoi, Granier et Berthou, 2002;
- Thyrsoporella pseudoperplexa Granier et Braik, 2002;
- Triploporella atlasica, Granier, Ait Sliman et Fedan, 2002.

### Genres
- Apinella Granier, Michaud et Fourcade, 1986[8], fondée sur Apinella jaffrezoi ;
- Barettiporella Granier et Hofmann, 2002, fondée sur Barettiporella langobardica;
- Brasiliporella Granier et al., 2012, fondée sur Holosporella nkossaensis P. Masse, 1995;
- Chinianella Ott ex Granieret Deloffre, fondée sur Cylindroporella ellenbergeri Lebouché et Lemoine, 1993.
- Deloffrella Granier et Michaud, 1987, fondée sur Deloffrella quercifoliipora;
- Draconisella Granier et Michaud, 1990, fondée sur Draconisella genotii;
- Falsolikanella Granier, 1987, fondée sur Likanella campanensis;
- Fourcadella Granier, 2002, fondée sur Cylindroporella cruciformis;
- Genotella Granier, Berthou et Fourcade, 1991, fondée sur Neomeris pfenderae Konishi et Epis, 1962;
- Ioanella Granier et Berthou, 2002, fondée sur Ioanella lusitanica;
- Maurinella Granier, Berthou et Poignant, 1991[11], fondée sur Maurinella olgeni;
- Milanovicella Granier et Berthou, 1994, fondée sur Milanovicella momciliana;
- Otternstella Granier et Berthou, 1995, fondée sur Cylindroporella lemmensis;
- Zergabriella Granier, 1989, fondée sur Macroporella embergeri Bouroullec et Deloffre, 1968;

En reconnaissance de ses contributions à l'étude des algues fossiles, 2 espèces et un genre lui ont été dédiés :
- Granieria (nov. gen.) Barattolo et Romano[12] ;
- Salpingoporella granieri (nov. sp.) Dieni et Radoicic[13] ;
- Aseelahella granieri (nov. gen. nov. sp.) Vachard[14]